# Szydłowo Drugie
Szydłowo Drugie – osada pofolwarczna w Polsce położona w województwie wielkopolskim, w powiecie gnieźnieńskim, w gminie Trzemeszno.
W latach 1975–1998 miejscowość należała administracyjnie do województwa bydgoskiego.
W roku 1934 obszar folwarku zamieszkiwało 28 osób.
Zobacz też: Szydłowo, Szydłów